# 宁夏回族自治区人民委员会
宁夏回族自治区人民委员会是1958年10月至1968年4月间中华人民共和国宁夏回族自治区的省级国家行政机关。

## 历任领导

### 宁夏回族自治区一届人大期间
- 任期：1958年10月－1964年10月
- 主席：刘格平（－1960年9月） → 杨静仁（1960年9月－）
- 副主席：马玉槐、吴生秀、王金璋、王志强（－1960年9月）、马腾霭、郝玉山（－1960年9月）、黄执中、孙君一（1961年1月－）

### 宁夏回族自治区二届人大期间
- 任期：1964年9月－1968年4月
- 主席：杨静仁
- 副主席：马玉槐、吴生秀、王金璋、马腾霭、黄执中、马信、陈养山（1965年－）